# Porto Rico nos Jogos Olímpicos de Verão de 1992
O Porto Rico competiu nos Jogos Olímpicos de Verão de 1992, realizados em Barcelona, Espanha.